# Architettura residenziale tradizionale persiana
L'architettura residenziale tradizionale persiana è l'architettura impiegata da costruttori e artigiani nell'area della Grande Persia e nelle regioni circostanti sotto l'influenza culturale persiana per costruire case vernacolari. L'arte si basa su varie fasi ed elementi dell'arte persiana. 

## Caratteristiche e formazione
L'architettura tradizionale dell'Iran è progettata in proporzione alle sue condizioni climatiche. La continua progettazione e l'esistenza di case tradizionali in mezzo alla preponderanza di appartamenti di media altezza nei progetti di modernizzazione in corso in Iran è la testimonianza di una forte connessione e identificazione con il patrimonio architettonico persiano. Questa forma di progettazione urbana, che era comune in Iran, è una forma ottimale di architettura che riduce al minimo l'espansione delle regioni aride e gli effetti delle tempeste. Inoltre, massimizza le ombre durante il giorno e isola il tessuto urbano dalle rigide temperature invernali fredde dell'altopiano iranico.
Le credenze tradizionale, unite alla necessità di difendere le città dalle frequenti invasioni straniere, incoraggiarono gli architetti residenziali persiani tradizionali a creare progetti che cercavano interiormente tra questi koocheh stretti e complicati, tessendo quartieri residenziali strettamente uniti. La casa diventa così un contenitore in contrapposizione al contenuto. Queste case possiedono un innato sistema di protezione: tutte hanno giardini recintati con la massima privacy, impedendo ogni vista all'interno della casa dal mondo esterno. Quindi l'architettura residenziale in Persia è stata progettata in modo da fornire la massima protezione agli abitanti nei periodi di tensione e pericolo, fornendo un microcosmo di tranquillità che proteggeva questo "giardino paradisiaco" persiano interiore.

I quartieri delle antiche città persiane spesso si formavano intorno ai santuari dei santi popolari. Tutte le strutture pubbliche come i bagni, le case del lutto (tekyeh), le case da tè, gli uffici amministrativi e le scuole si trovavano all'interno del quartiere stesso. Oltre al bazar principale della città, ogni quartiere spesso aveva anche il proprio bazar-cheh (cioè un "piccolo bazar"), nonché il proprio ab anbar (o riserva d'acqua pubblica), che forniva acqua pulita al quartiere. Qazvin, ad esempio, aveva oltre 100 di questi serbatoi prima di essere modernizzato con l'impianto idraulico della città nei tempi moderni.

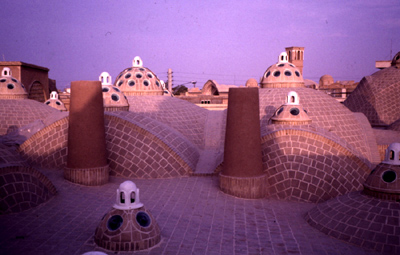
Un panorama sui tetti di un quartiere tradizionale a Kashan . Il tetto in primo piano appartiene a uno stabilimento balneare dell'era Qajar.
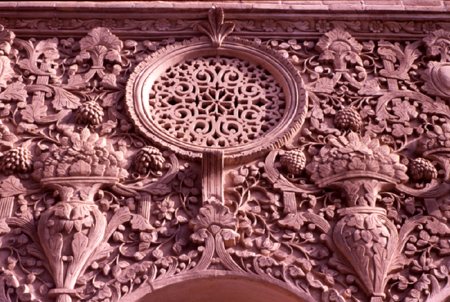
Rilievi in stucco dalla casa Borujerdi-ha, Kashan.
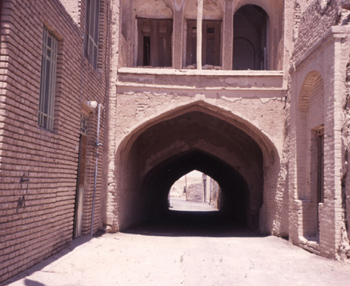
Koochehs ha fornito sollievo dalle tempeste. Questa era una forma efficiente e antica di progettazione urbana in Persia. La fotografia è di Nain.
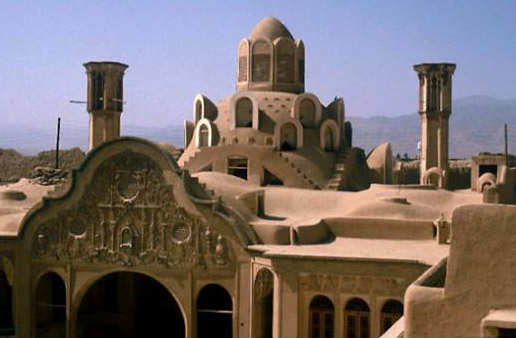
Casa Borujerdi-ha, 1857, Kashan, un capolavoro di design.

Durante la sua visita a Kashan nel 1993, il presidente dell'UNESCO osservò: “Gli architetti di Kashan sono i più grandi alchimisti della storia. Potrebbero ricavare oro dalla polvere”. In effetti, quasi tutti i capolavori di Kashan, come in molte altre parti dell'Iran, sono fatti di terra umile e locale.
Come molte altre città in tutto l'Iran, lo stucco era il metodo di ornamento più diffuso nelle case persiane. Uno dei motivi era il prezzo relativamente basso dei materiali utilizzati (come il gesso ad esempio) che non richiedono una temperatura elevata per essere trasformati. Questa è una considerazione importante in luoghi come l'Iran centrale. Un altro motivo è che è facilmente modellabile e tagliabile. Grazie allo stucco, un muro di blocchi di pietra rozzamente modellati o mattoni grezzi, dà un'impressione di grande lusso. Lo stucco deve il suo aspetto lussuoso all'abilità dell'artigiano. Grazie a una tradizione della tecnica dello stucco che risale all'Iran pre-islamico, tale arte è completamente padroneggiata dagli artigiani persiani, come si vede qui.
I terremoti in Iran provocano enormi distruzioni. La maggior parte delle restanti case tradizionali dell'Iran risalgono al periodo post-terremoto durante il periodo Qajaride. Nondimeno, gli sforzi degli architetti persiani per costruire una resistenza ai terremoti nelle loro opere, hanno fatto sì che rimanessero molti palazzi persiani della spettacolare epoca safavide, come raccontato dagli esploratori francesi e britannici in molte parti della Persia.

## Caratteristiche dell'architettura residenziale persiana tradizionale
Quasi tutte le case persiane tradizionali sono state progettate per soddisfare le seguenti caratteristiche essenziali:
1. Hashti e Dalan-e-vorudi: Entrando dalla porta si entra in un piccolo spazio di transizione chiuso chiamato Hashti. Qui si è costretti a deviare i propri passi dalla strada e nel corridoio, chiamato Dalan e Vorudi. Nelle moschee, l'Hashti consente all'architetto di rivolgere i passi del credente al corretto orientamento per la preghiera, dando così l'opportunità di purificarsi prima di entrare nella moschea.
2. Comodo accesso a tutte le parti della casa.
3. Una piscina centrale (howz) con giardini circostanti contenenti alberi di fichi, melograni e viti.
4. Tramezzi importanti come il biruni (esterno) e l'andaruni (interno).
5. Orientamento specifico rivolto verso e lontano dalla Mecca.

Inoltre, le case persiane nell'Iran centrale sono state progettate per utilizzare un ingegnoso sistema di cattura del vento che crea temperature insolitamente fresche nei livelli inferiori dell'edificio. Spesse e massicce pareti sono state progettate per limitare il calore del sole durante l'estate, pur mantenendo il calore interno negli inverni.
- Casa Abbasi
- Casa Tabatabaei
- Casa ameriana
- Casa Borujerdi
- Casa Qavam
- Tiznoo House

Il patrimonio artistico della Persia possiede una conoscenza tecnica efficiente ma antico, creando case e spazi le cui caratteristiche erano a volte estetiche con tetti panoramici, intriganti pozzi di luce, oltre a complesse finestre e specchi, dipinti, rilievi e un iwan splendidamente realizzato in mezzo a confortevoli residenze residenziali in regioni aride e calde.
Mentre il rigore geometrico visto in opere come quelle dell'era Safavide di Isfahan evoca l'ordine perfetto del mondo celeste, gli ornamenti vegetali realizzati negli interni delle case testimoniano l'amore persiano per i giardini. E gli intagli in stucco, gli affreschi e i dipinti eseguiti da artigiani reali, esemplificano il livello dell'estetica persiana.

## Elementi
- Talar
- Iwan
- Dalan-e vorudi
- Badgir
- Qanat
- Kariz
- Gonbad
- giardino persiano
- Shabestan
- Kucheh
- Panjdari
- Hashti
- Andaruni
- Biruni
- Ab anbar
- Yakhchal
- Howz

## Esempi
- Casa Abbasiana
- Casa di Tabatabaei
- Casa ameriana
- Borujerdi ha House
- Casa di Qavam
- Tiznoo House